# Polui
Der Polui (russisch Полу́й; auch Bolschoi Polui, also Großer Polui) ist ein 369 Kilometer (mit Quellfluss Gluboki Polui 635 Kilometer) langer rechter Nebenfluss des Ob im Westsibirischen Tiefland in Russland.

## Verlauf
Der Polui entsteht auf 21 m Höhe im Nordwesten des Westsibirischen Tieflands aus den Quellflüssen Gluboki Polui (Tiefer Polui) von links und Suchoi Polui (Trockener Polui) von rechts. Beide Quellflüsse haben ihren Quellen im Wasserscheidebereich des Sibirischen Landrückens (Sibirskije Uwaly) in 110 bis 120 m Höhe, nahe der Grenze zum Autonomen Kreis der Chanten und Mansen/Jugra. Der obere Polui und seine Quellflüsse verlaufen zunächst in vorwiegend nördlicher Richtung, der längere Quellfluss Gluboki Polui auf mehreren Dutzend Kilometer auch in östlicher Richtung. Nach dem Zusammenfluss wendet sich der Polui allmählich in nordwestliche und schließlich westliche Richtung. In seinem breiten, sumpfigen und seenreiche Tal mäandriert der Fluss auf der gesamten Länge stark. Am gesamten Unterlauf ist das linke Ufer flach, während die rechte, nördliche Flanke der Flussaue relativ steil auf über 100 m Höhe ansteigt.
Etwa 20 km vor der Mündung durchfließt der Polui den je nach Wasserstand bis zu 40 km² großen See Bolschoi (Großer) Poluiski Sor. Er mündet schließlich unmittelbar bei der Stadt Salechard in 2 m Höhe in einen rechten Arm des hier bereits mehr als zwei Kilometer breiten Ob.
Auf seiner gesamten Länge durchfließt der Polui das Territorium des Autonomen Kreises der Jamal-Nenzen.
Die bedeutendsten Nebenflüsse des eigentlichen Polui sind Chadyjacha und Tanoptscha von rechts sowie Njakchoba, Bolschoi Jepsedei (Großer Jepsedei) und Tjonjaju von links. In den Quellfluss Gluboki Polui mündet die Kedrowaja, in den Suchoi Polui der Bolschoi (Großer) Chuljumjogan und der Bolschoi (Großer) Sandibei, alle von rechts.

## Hydrographie
Das Einzugsgebiet des Polui umfasst 21.000 km². In Mündungsnähe erreicht der Fluss eine Breite von über 300 m bei einer Tiefe von bis zu 8 m; die Fließgeschwindigkeit beträgt hier 0,6 m/s.
Der Polui gefriert Oktober bis Mai. Die Wasserführung in Mündungsnähe beträgt im Jahresdurchschnitt etwa 170 m³/s, am Mittellauf 189 km oberhalb der Mündung noch 132 m³/s bei einem Minimum von 32,3 m³/s im März und einem Maximum von 461 m³/s im Juni.

## Infrastruktur und Wirtschaft
Der Fluss ist auf 202 km (oberhalb der Ansiedlung Polui bis Mündung) schiffbar.
Das durchflossene Gebiet ist insgesamt sehr dünn besiedelt. Außer der Stadt Salechard an der Flussmündung gibt es nur von Mittellauf abwärts einige kleine Siedlungen. Die Erdgas- und Erdölfördergebiete des Autonomen Kreises haben sich bisher nicht bis in das Einzugsgebiet des Polui ausgedehnt; hier verlaufen nur verschiedene Pipelines, so durch das Quellgebiet des Suchoi Polui (von den Fördergebieten zwischen Nadym und Nowy Urengoi in Richtung Ural).
Dem rechten Ufer des Mittel- und Unterlaufes des Polui folgt in unterschiedlicher Entfernung, teils in unmittelbarer Nähe, auf über 200 Flusskilometern die Trasse der unter Stalin errichteten Polarkreiseisenbahn. Dieser Streckenteil gehörte zu den für kurze Zeit regulär in Betrieb genommenen. Nach der Stilllegung um 1955 und der Aufgabe einer parallel laufenden Telefonleitung 1976 sind heute nur noch Überreste der Strecke vorhanden. Eine Wiedererrichtung der Strecke ist allerdings regelmäßig im Gespräch. Abschnittsweise folgt die wegen fehlender Brücken nur im Winter befahrbare Autopiste von Salechard nach Nadym der Bahntrasse.